# La Mort à Venise
Pour les articles homonymes, voir Mort à Venise.
La Mort à Venise (Der Tod in Venedig) est un roman court de Thomas Mann publié en 1912. Cette œuvre a inspiré notamment un film à Luchino Visconti, un opéra à Benjamin Britten et un ballet à John Neumeier.

## Historique
Thomas Mann, qui fit un voyage à Venise du 26 mai au 2 juin 1911, reconnaissait volontiers la part autobiographique de cette nouvelle. Il commence la rédaction de La Mort à Venise en juillet 1911, mais l'achève seulement en juillet 1912.

## Résumé
Gustav von Aschenbach est un écrivain munichois reconnu (et anobli) dans la cinquantaine. Troublé par une mystérieuse rencontre lors d'une promenade, il part en voyage sur la côte adriatique et finit par aboutir à Venise, une ville dans laquelle il ne s'est jamais senti à l'aise. Dans son hôtel du Lido (le Grand Hôtel des Bains), Aschenbach découvre Tadzio, un jeune adolescent polonais qui le fascine par sa beauté. Il n'ose l'aborder et le suit dans la ville de Venise. Aschenbach, en proie à une sombre mélancolie et une sorte de fièvre « dionysiaque », succombe à l'épidémie de choléra asiatique qui sévit alors dans la ville. Il meurt sur la plage en contemplant une dernière fois l'objet de sa fascination.
Ponctué d'allusions à la Grèce antique et à la mythologie grecque, tout le récit est rythmé par les thèmes de la mort, de l'art et de la nostalgie.

## Entretien avec Thomas Mann

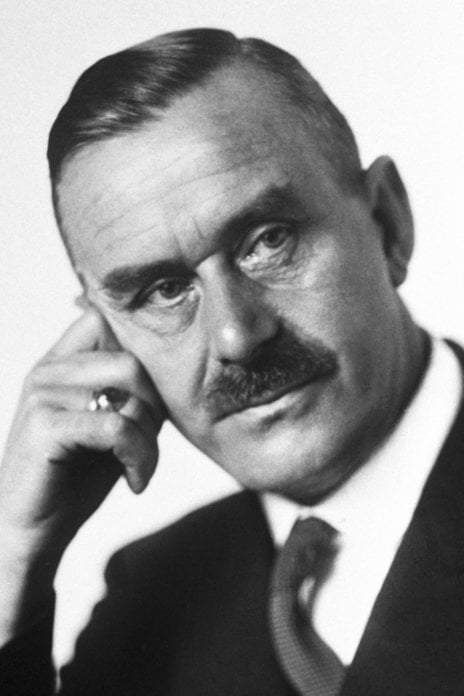
Portrait de Thomas Mann en 1929.

En 1951, Luchino Visconti rencontra Thomas Mann et l'interrogea à propos de sa nouvelle.

« Rien n'est inventé, le voyageur dans le cimetière de Munich, le sombre bateau pour venir de l'Île de Pola, le vieux dandy, le gondolier suspect, Tadzio et sa famille, le départ manqué à cause des bagages égarés, le choléra, l'employé du bureau de voyages qui avoua la vérité, le saltimbanque méchant, que sais-je… Tout était vrai.
L'histoire est essentiellement une histoire de mort, mort considérée comme une force de séduction et d'immortalité, une histoire sur le désir de la mort. Cependant le problème qui m'intéressait surtout était celui de l'ambiguïté de l'artiste, la tragédie de la maîtrise de son Art. La passion comme désordre et dégradation était le vrai sujet de ma fiction.
Ce que je voulais raconter à l'origine n'avait rien d'homosexuel ; c'était l'histoire du dernier amour de Goethe à soixante-dix ans, pour Ulrike von Levetzow, une jeune fille de Marienbad : une histoire méchante, belle, grotesque, dérangeante qui est devenue La Mort à Venise. À cela s'est ajoutée l'expérience de ce voyage lyrique et personnel qui m'a décidé à pousser les choses à l'extrême en introduisant le thème de l'amour interdit. Le fait érotique est ici une aventure anti-bourgeoise, à la fois sensuelle et spirituelle.
Stefan George a dit que dans La Mort à Venise tout ce qu'il y a de plus haut est abaissé à devenir décadent et il a raison. »

— Thomas Mann.

## Souvenirs de Katia Mann

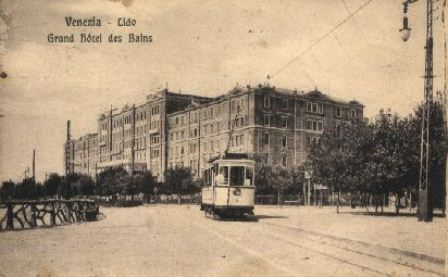
Le Grand Hôtel des Bains entre 1908 et 1940.

Dans ses mémoires, l'épouse de l'écrivain, Katia Mann, écrit : 

« Tous les détails de l'histoire, à commencer par l'homme du cimetière, sont empruntés à la réalité... Dans la salle à manger, le tout premier jour, nous avons vu cette famille polonaise, qui était exactement telle que mon mari l'a décrite : les filles habillées d'une manière assez stricte, sévère, et le charmant, ravissant jeune garçon d'environ treize ans vêtu d'un costume marin avec un col ouvert et de jolis rubans. Il a aussitôt attiré l'attention de mon mari. Ce garçon était extrêmement séduisant et mon mari ne cessait de le regarder en compagnie de ses camarades sur la plage. Il ne l'a pas suivi à travers tout Venise — cela, il ne l'a pas fait — mais ce garçon le fascinait vraiment, et il pensait souvent à lui... Je me rappelle encore que mon oncle, le conseiller privé Friedberg, célèbre professeur de droit canon à Leipzig, était indigné : « Quelle histoire ! Un homme marié et père de famille, en plus ! » »

## Le vrai Tadzio

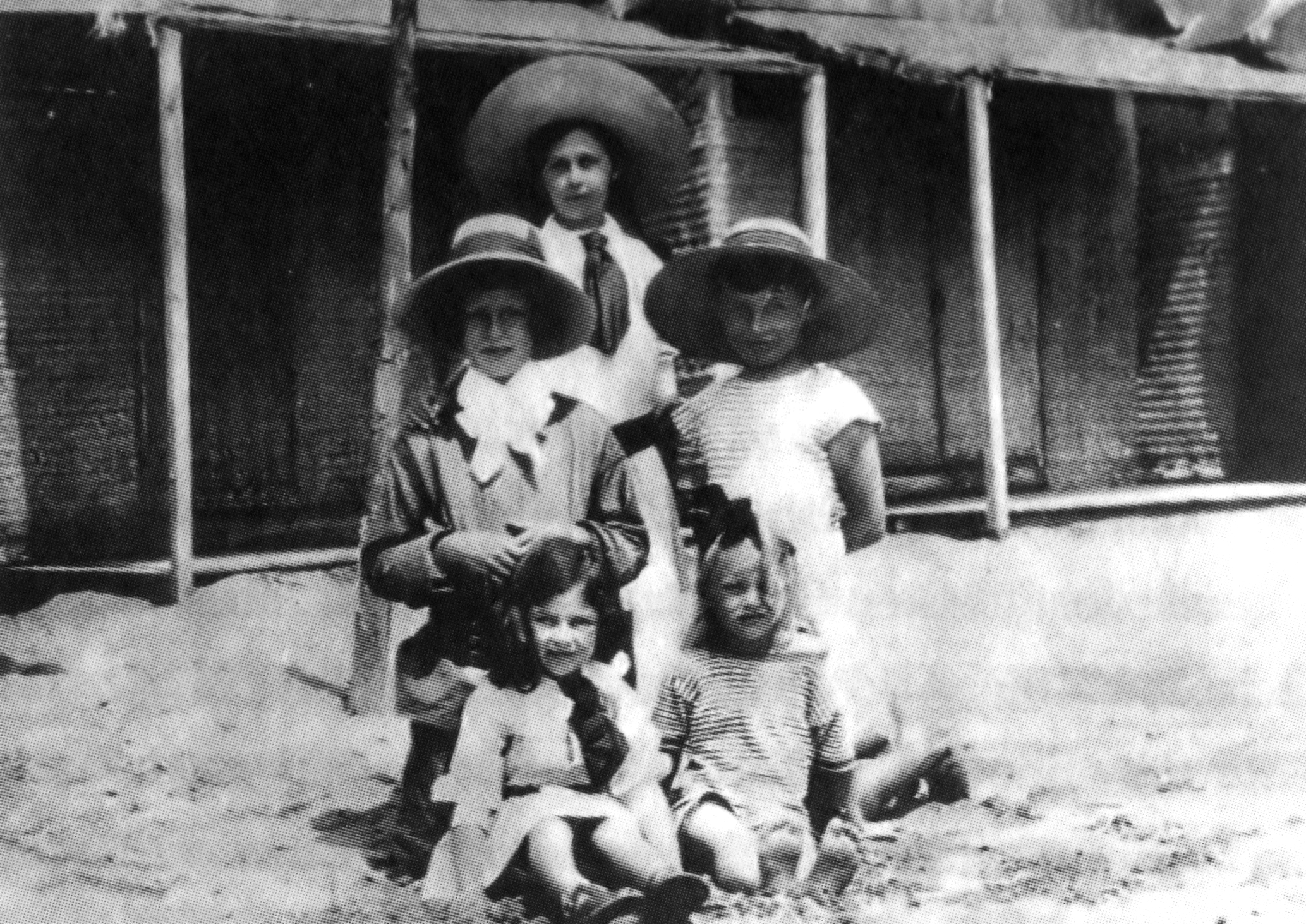
Wladyslaw Moes (au centre, à gauche) au Lido de Venise en compagnie de ses sœurs et de son ami Jan Fudakowski (1911)

Le vrai Tadzio, celui qui a inspiré l'adolescent de la nouvelle, se nommait Wladyslaw Moes (1900-1986), mais on l'appelait en général par les diminutifs « Adzio » ou « Władzio ». C'est un baron polonais que Thomas Mann a effectivement rencontré et observé au cours de son voyage à Venise au printemps 1911. Père de deux enfants (seule survivante après la mort en pleine jeunesse de son frère aîné Alexandre, la baronne Marie Moes-Tarchalska, vivant en France en 2019), il a été retrouvé par le traducteur polonais des œuvres de Mann, Andrzej Dołęgowski vers 1964 ; des articles ont été publiés dans la presse allemande en 1965. Il a vécu bien plus longtemps que Mann n'avait estimé probable au regard de sa « délicatesse ». Mann a aussi surestimé son âge.
Dans un essai paru en 2001, The Real Tadzio, Gilbert Adair présente ses recherches au sujet du « vrai » Tadzio, sa vie et ses réactions au fait d'être devenu une icône de la culture homosexuelle et pédérastique.

## Gustav Mahler
On a beaucoup glosé sur le côté musical de La Mort à Venise. Le portrait de Gustav von Aschenbach, le personnage principal, serait directement inspiré d'une photo de Gustav Mahler, pour lequel Mann nourrissait une grande admiration. De plus, Mahler est mort le 18 mai 1911, une semaine seulement avant le voyage de Mann à Venise. La mort de Mahler l'avait beaucoup touché. Le prénom identique soulignerait la ressemblance.

## Adaptations de la nouvelle

### Cinéma
- Luchino Visconti en tire Morte a Venezia (1971), un film que hante l'adagietto de la 5e symphonie de Mahler. Visconti transforme l'écrivain du récit original en compositeur de musique[3].

### Télévision
- La nouvelle de Mann est adaptée par Peter Wolf pour la BBC en 1997[4].

### Opéra
- Benjamin Britten compose en 1973 son dernier opéra, intitulé Death in Venice.

### Littérature
- En 1990, Gilbert Adair publie un roman inspiré par la nouvelle de Mann, Death and Love on Long Island, adapté en 1997 au cinéma par Richard Kwietniowski sous le même titre (en français : Amour et mort à Long Island), avec John Hurt et Jason Priestley.

### Ballet
- En 2003, John Neumeier adapte la nouvelle de Mann en chorégraphie pour le Ballet de Hambourg[5].
- En 2013, un spectacle de la Schaubühne de Berlin, dirigé par Thomas Ostermeier et intitulé Death in Venice/Kindertotenlieder, reprend des éléments des Kindertotenlieder de Mahler.